# Daniel Caluag
Daniel « Danny » Caluag (né le 15 janvier 1987 à Harbor City) est un coureur cycliste philippino-américain, spécialiste du BMX.

## Biographie
En 2006 et 2007, Daniel Caluag est vice-champion du monde de BMX cruiser en représentant les États-Unis.
À partir de 2011, il court sous la nationalité philippine, d'où ses parents sont originaires. Il est le seul asiatique à participer à l'épreuve de BMX aux Jeux olympiques de 2012, mais il est éliminé en quart de finale.

## Palmarès en BMX

### Jeux olympiques
- Londres 2012
  - Éliminé en quarts de finale du BMX

### Championnats du monde
- São Paulo  2006
  -  Médaillé d'argent du BMX cruiser
- Victoria 2007
  -  Médaillé d'argent du BMX cruiser
  - 6e du BMX

### Jeux asiatiques
- Incheon 2014
  -  Médaillé d'or du BMX
- Jakarta 2018
  -  Médaillé de bronze du BMX

### Championnats d'Asie
- Singapour 2013
  -  Médaillé d'or du BMX

### Jeux d'Asie du Sud-Est
- Nilai 2017
  -  Médaillé de bronze du BMX
- Tagaytay 2019
  -  Médaillé d'argent du BMX

### Championnats des États-Unis
- 2010
  - 2e du BMX